# Petter Lang den äldre
Petter Lang (Langh, Lång), född troligen på 1650-talet, död 17 augusti 1687 i Stockholm, var en svensk konstnär och målare.
Han var son till Jockim Lang och från 1683 gift med Brita Andersdotter Duval. Lang fick sin grundläggande utbildning till konstnär av sin far och fortsatte därefter studierna i Tyskland. Han anställdes 1671 vid Antikvitetskollegiet som målare. Lang har blivit känd för sina porträtt av tre präster och en tavla av Kristus på korset som finns i Hedvig Eleonora kyrka i Stockholm.  